# Indranagar
Indranagar là một thị trấn thống kê (census town) của quận West Tripura thuộc bang Tripura, Ấn Độ.

## Nhân khẩu
Theo điều tra dân số năm 2001 của Ấn Độ, Indranagar có dân số 17.679 người. Phái nam chiếm 51% tổng số dân và phái nữ chiếm 49%. Indranagar có tỷ lệ 77% biết đọc biết viết, cao hơn tỷ lệ trung bình toàn quốc là 59,5%: tỷ lệ cho phái nam là 82%, và tỷ lệ cho phái nữ là 72%. Tại Indranagar, 10% dân số nhỏ hơn 6 tuổi.